# Марш десятицентовиков

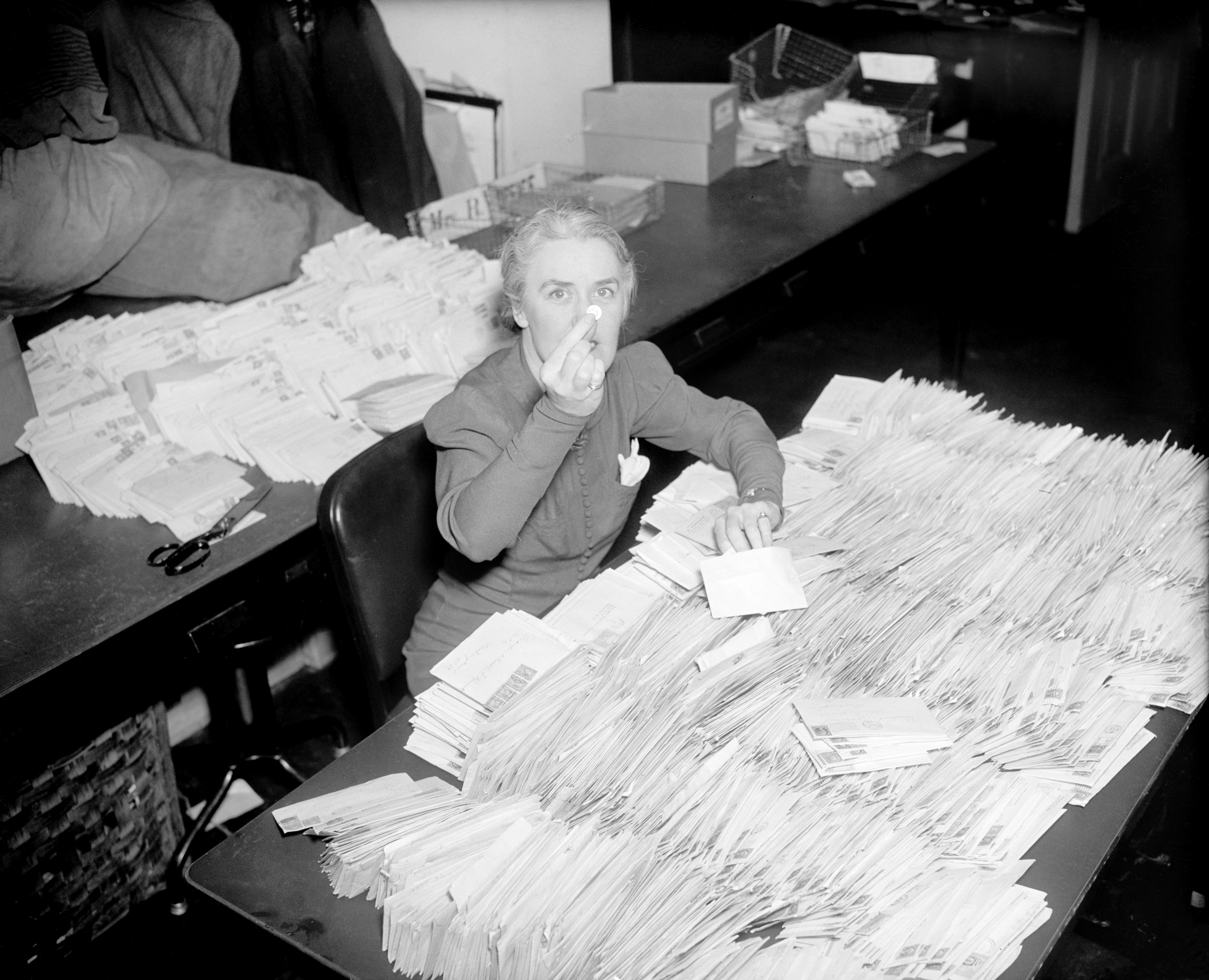
Личный секретарь Рузвельта Мисси ЛеХанд с 30 000 писем, содержащих пожертвования по десять центов в Национальный фонд детского паралича, прибыла в Белый дом утром 28 января 1938 года.

Марш десятицентовиков (англ. March of Dimes) — некоммерческая организация в США, которая работает над улучшением здоровья матери и ребёнка. Организация была основана президентом Франклином Д. Рузвельтом в 1938 году как Национальный детский фонд для борьбы с полиомиелитом. Название «Марш десятицентовиков» придумал Эдди Кантор. После финансирования вакцины против полиомиелита Джонаса Солка организация расширила свое внимание на профилактику врожденных дефектов и детской смертности. В 2005 году, когда преждевременные роды стали основной причиной смерти детей во всем мире, исследования и профилактика преждевременных родов стали основным направлением деятельности организации.
Организация основана в 1938 году под названием Национальный фонд детского паралича.

## История
Национальный фонд детского паралича (англ. National Foundation for Infantile Paralysis, NFIP) был основан президентом Франклином Д. Рузвельтом 3 января 1938 года в ответ на эпидемию полиомиелита в США (одно из последствий полиомиелита — инвалидность). Самому Рузвельту был поставлен диагноз полиомиелит в 1921 году, хотя теперь известно, что его симптомы больше соответствуют синдрому Гийена-Барре — аутоиммунной нейропатии, которую врачи Рузвельта не рассматривали как диагностическую возможность. Фонд был союзом ученых и добровольцев, добровольцы собирали деньги для поддержки исследований и образовательных программ.
Предшественником Национального фонда детского паралича была организиция «Фонд Джорджии Варм-Спрингс», который Рузвельт, его друг Бэзил О’Коннор и их друзья основали в 1927 году. О’Коннор стал президентом фонда, и эту должность он занимал более трёх десятилетий. Его первой задачей было создать сеть местных отделений, которые могли бы собирать деньги и оказывать помощь; за время его пребывания на должности было создано более 3100 окружных отделений Фонда.
В 1976 году Национальный фонд детского паралича был переименован в Фонд врожденных дефектов марша десятицентовиков.
В 2007 году название было сокращено, с тех пор организация называется «Фонд марша десятицентовиков».

## Организация
«Марш десятицентовиков» работает над улучшением здоровье матерей и младенцев с пяти направлениях: медицинские исследования, образование беременных женщин, общественные программы, правительственная защита и поддержка беременных женщин и матерей. Организация предоставляет женщинам и семьям образовательные ресурсы по вопросам здоровья ребёнка, беременности, преждевременного зачатия и нового материнства, а также предоставляет информацию и поддержку семьям, дети которых находятся в отделении интенсивной терапии с недоношенностью, врожденными дефектами или другими проблемами со здоровьем.

### Усилия по борьбе с полиомиелитом

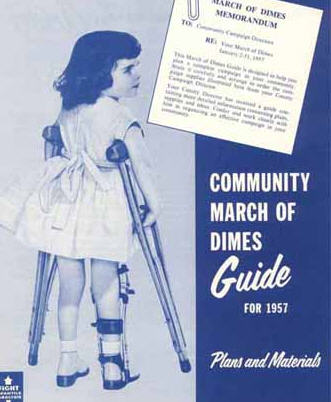
Плакат марша десятицентовиков против полиомиелита (1957 г.)

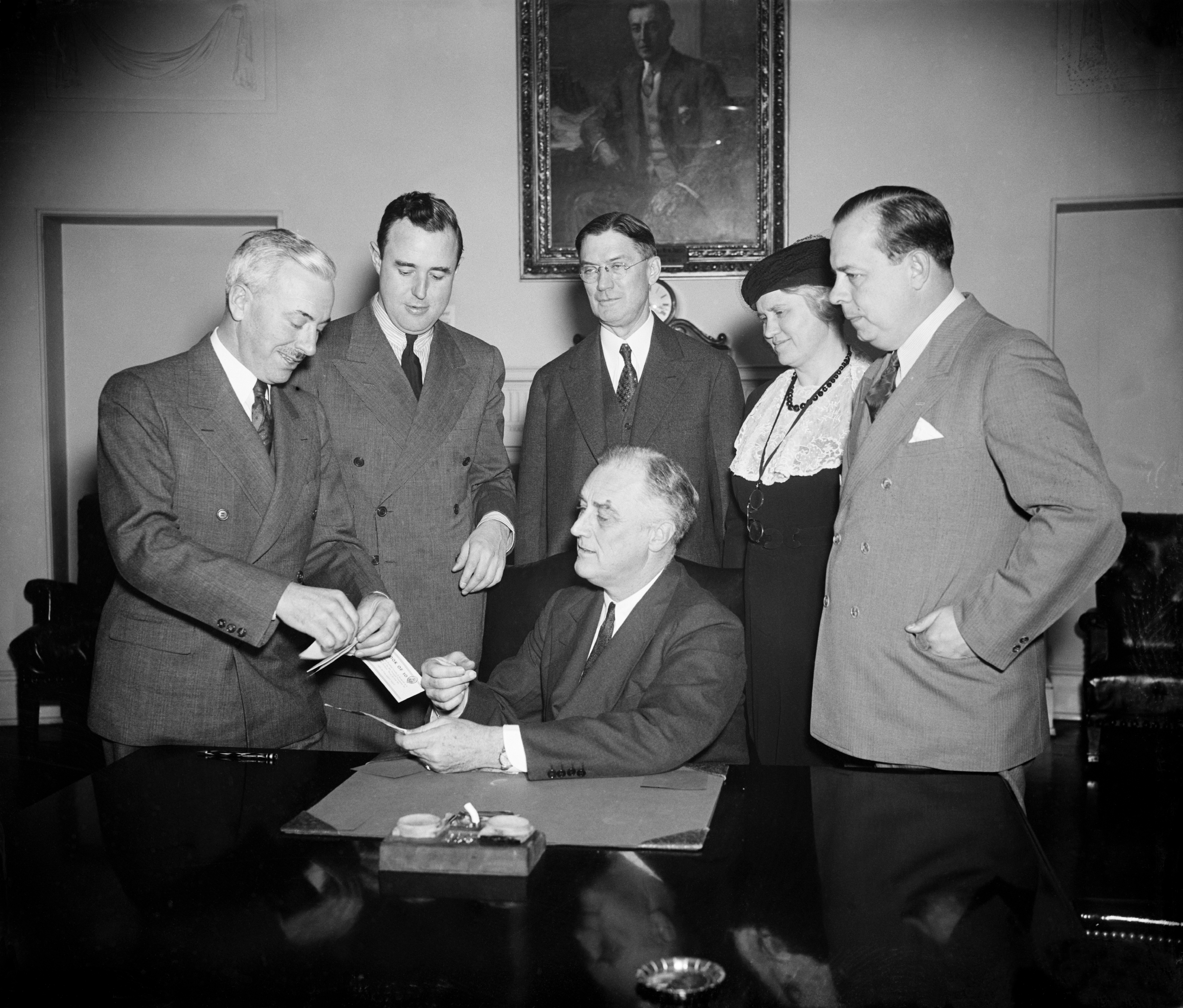
Ф. Д. Рузвельт вносит пожертвование и получает свидетельство о зачислении его в качестве «Основателя № 1» нового Национального фонда детского паралича. Снимок 1938 года.

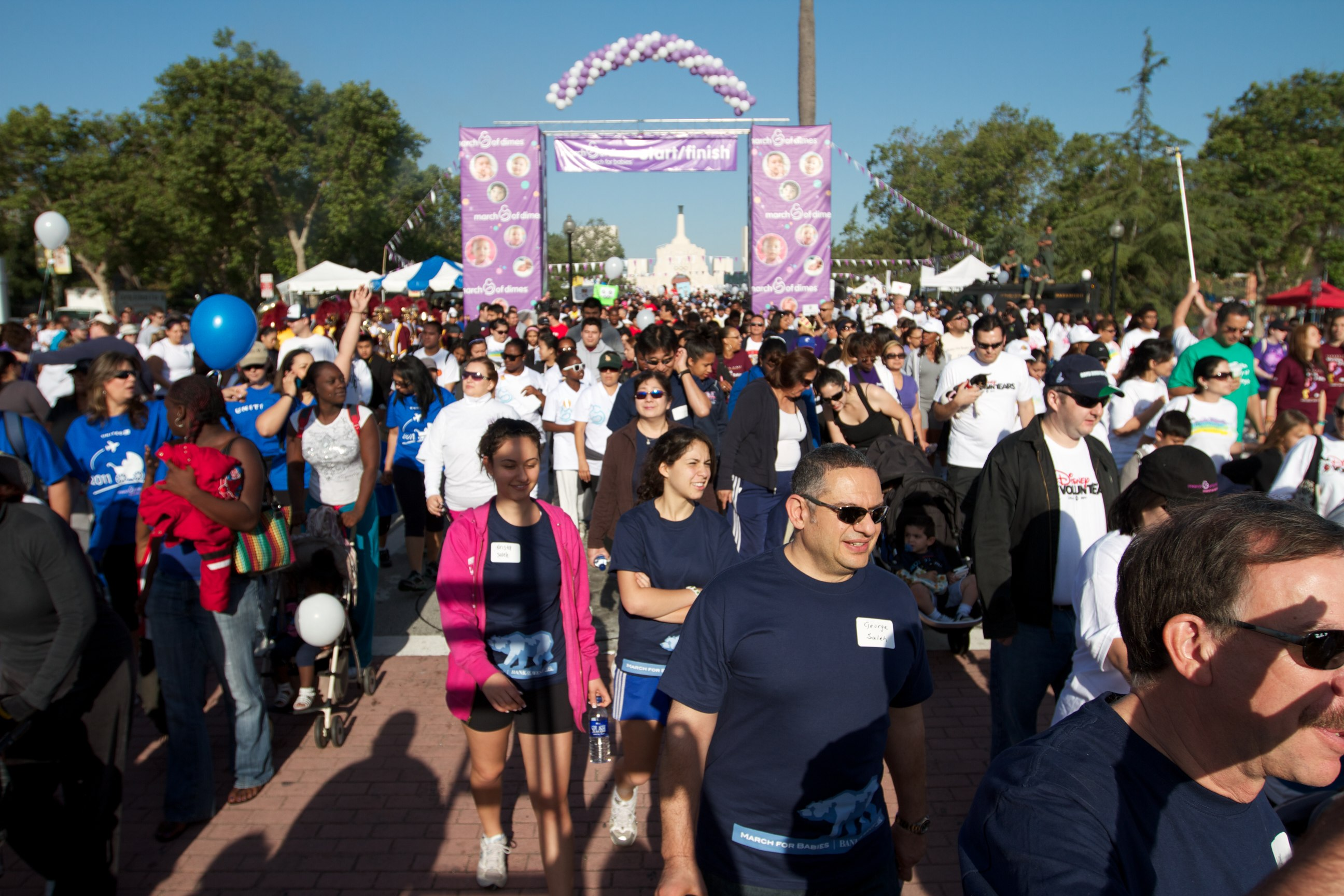
Марш десятицентовиков

Название «Марш десятицентовиков» с аллюзией на цикл радиоспектаклей «Марш времени» и одноимённый сериал кинохроники придумал Эдди Кантор, звезда эстрады. Он вдохновил общенациональную кампанию по сбору средств на неделе, предшествовавшей дню рождения президента Рузвельта 30 января 1938 года. В камках этой кампании продавались значки для ношения на лацкане по десять центов, радиостанции выпустили специальные репортажи, киностудии — документальные фильмы, ночные клубы и кабаре устраивали танцы и отдавали в Фонд часть доходов от них.
Марш десятицентовиков позволит всем, даже детям, показать нашему президенту, что они вместе с ним в этой борьбе с этой болезнью. Почти каждый может отправить десять центов или несколько центов. Однако, чтобы заработать доллар, нужно всего десять центов, а если миллион человек отправит только по одному десятицентовику, общая сумма составит 100 000 долларов.Эдди Кантор
В самом начале Кантор собрал всего несколько центов в пожертвованиях, всего 17,50 долларов, которые были отправлены в Белый дом через два дня. Но за этим последовал поток: к 29 января более 80 000 писем с десятью монетами, четвертаками и долларами хлынули в почтовый отдел Белого дома, так что официальная переписка с президентом была похоронена в письмах о пожертвованиях. При окончательном подсчёте сумма пожертвований оказалась равна 268 000 долларов, пресса назвала это «серебряной волной, которая фактически затопила Белый дом». Рузвельт во время трансляции празднования дня рождения 30 января 1938 года, чтобы выразить свою благодарность, сказав в эфире:
«В течение последних нескольких дней мешки с почтой доставлялись буквально на грузовиках в Белый дом. Вчера в почтовую комнату пришло от сорока до пятидесяти тысяч писем. Сегодня ещё больше — сколько я не могу вам сказать, поскольку мы можем только оценить фактический счет, посчитав почтовые мешки. Во всех конвертах десять центов, четвертинки и даже долларовые купюры — подарки от взрослых и дети — в основном от детей, которые хотят помочь другим детям выздоравливать. … Это прекрасно, когда день рождения ассоциируется с такой работой».
«Марш десятицентовиков» был названием, используемым для ежегодного мероприятия Национального фонда детского паралича по сбору средств, на котором каждый ребёнок просил пожертвовать десять центов. В рождественский сезон в городах были установлены ящики для сбора пожертвований, где дети могли бросить свои десять центов в прорези. Эти ящики стояли на улице и иногда даже никем не контролировались. Постепенно название стало синонимом организации.
«Гениальность заключалась в том, что он создавал большое количество относительно небольших пожертвований на благо дела», — писала New York Times об О’Конноре. «За эти годы он собрал и потратил более семи миллиардов центов — многие из них от школьников, — из которых полмиллиарда долларов пошло на войну с полиомиелитом».
Издатель Джерард Пил приписал О’Коннору «уникальное социальное изобретение: постоянный самодостаточный источник средств для поддержки исследований — добровольную организацию здравоохранения». С централизованной администрацией, отделениями на уровне штатов и местными отделениями и большим корпусом добровольцев, Национальный фонд детского паралича стал прототипом для десятков подобных фондов.
Поскольку Франклин Д. Рузвельт основал «Марш десятицентовиков», после его смерти его портрет был помещён на десятицентовик в его честь. Дайм Рузвельта был выпущен в 1946 году, когда президенту исполнилось бы 64 года.
С 1938 года до внедрения в 1955 году вакцинации противополиомиелитной вакциной Солка (англ. Jonas Edward Salk) Фонд потратил 233 миллиона долларов на лечение пациентов с полиомиелитом. В США более 80 % пациентов с полиомиелитом получили значительную помощь фонда.

#### Вакцина Сейбина и конфликт с маршем десятицентовиков
Примерно в то же время Альберт Сейбин (англ. Albert Bruce Sabin), также при финансовой поддержке «Марша десятицентовиков», разработал более простую в производстве и более дешёвую вакцину, сделанную из ослабленного живого вируса полиомиелита. И для вакцины Солка, и для вакцины Сейбина были потенциальные опасения в их небезопасности. У прививки вакциной Солка был риск заражения не полностью активированным вирусом в случае ошибки при производстве, а у вакцины Сейбина был риск возврата ослабленного вакцинного штамма вируса к вирулентности[уточнить].
В 1955 году партия вакцины Солка, изготовленная Cutter Laboratories в Калифорнии, была недостаточно инактивирована, и в результате 11 детей умерли. После этого инцидента контроль за производством вакцин был ужесточён, и другие подобные инциденты неизвестны. При этом Сейбин резко критиковал О’Коннора и «Марш десятицентовиков», которые, по его мнению, предвзято относились к вакцине Солка и делали заявления, по его мнению, не соответствующие научным данным. Тем временем испытания вакцины, подобной вакцине Сейбина, проводились в Советском Союзе при участии Михаила Чумакова. Cutter Laboratories, маленькая фармацевтическая компания, была одним из пяти производителей вакцины Солка после её лицензирования, и после инцидента она не произвела больше ни единой дозы вакцины против полиомиелита. Инцидент с фирмой Cutter привел к созданию в США системы регулирования производства вакцин, предотвратившей подобные трагедии в будущем.
В 1958 году Советский Союз организовал промышленное производство вакцины Сейбина, и полиомиелит был в значительной степени искоренен в Восточной Европе и Японии. Этот успех привел к испытаниям в Соединенных Штатах и к лицензированию вакцины Сейбина в 1961 году, несмотря на значительное сопротивление «Марша десятицентовиков», который поддержал вакцину Солка. В конце концов, вакцина Сейбина заменила вакцину Солка благодаря своим преимуществам, которые включали более простое (пероральное) введение и пожизненный иммунитет.

### Смена миссии
После широкого использования вакцины против полиомиелита организация столкнулась с проблемой расформирования или направления своих ресурсов на выполнение новой миссии. Бэзил О’Коннор, тогдашний президент организации, поручил своим сотрудникам определить сильные и слабые стороны и переформулировать её миссию. Национальный фонд детского паралича (NFIP) сократил свое название до Национального фонда (NF) в 1958 году и запустил свою «Расширенную программу» против врожденных дефектов, артрита и вирусных заболеваний, стремясь стать «гибкой силой» в области здравоохранения. В середине 1960-х годов организация сосредоточила свои усилия на профилактике врожденных дефектов и детской смертности, что стало её миссией. В то время причина врожденных дефектов была неизвестна; были видны только эффекты. В 1976 году организация изменила свое название на Фонд врожденных дефектов «Марша десятицентовиков». Снижение числа преждевременных родов было добавлено в качестве цели миссии в 2005 году.

### Инициативы после полиомиелита

#### Краснуха
Краснуха, также называемая немецкой корью, связана с заболеванием, называемым синдромом врожденной краснухи, которое может вызывать выкидыши и врожденные дефекты, такие как глухота, слепота и умственная отсталость.. Вакцинация — эффективная профилактическая мера. От имени «Марш десятицентовиков» Вирджиния Апгар свидетельствовала Сенату США в 1969 году о важности федерального финансирования программы иммунизации против краснухи, и эта организация профинансировала вакцину, лицензированную в начале 1970-х годов. В 2006 году в заявлении, опубликованном в разделе «Исследование врожденных дефектов», говорится, что "замечательный успех программы иммунизации по ликвидации краснухи стал результатом совместных усилий Центров по контролю и профилактике заболеваний, различных государственных и местных департаментов здравоохранения, Американской академии педиатрии, Американского колледжа акушерства и гинекологии и организации «Марш десятицентовиков».

#### Материнская и неонатальная помощь
В 1976 году организацией «Марш десятицентовиков» был опубликован отчет под названием «На пути к улучшению исходов беременности» (TIOP), а в 1993 году они опубликовали « На пути к улучшению исходов беременности: 90-е годы и далее» (TIOP II). TIOP «разделил материнскую и неонатальную помощь на 3 уровня сложности и рекомендовал направление пациентов из группы высокого риска в центры с персоналом и ресурсами, необходимыми для их степени риска и тяжести заболевания». TIOP был опубликован, когда «ресурсы для самого сложного ухода были относительно скудными и концентрировались в академических медицинских центрах». TIOP II обновил обозначения сложности помощи с уровней I, II и III до базового, специального и узкого, а критерии были расширены.
В 2001 году организация «Марш десятицентовиков» представила программу поддержки семей для тех, кто имеет новорожденных детей в отделении интенсивной терапии (NICU). Программа направлена на обучение персонала ОИТН эффективному общению с семьями пациентов. В марте 2009 года в организации «Марш десятицентовиков» прошел симпозиум по улучшению качества для предотвращения недоношенности. В декабре 2010 года Марш десятицентовиков выпустил TIOP III с подзаголовком «Улучшение перинатального здоровья с помощью инициатив в области качества, безопасности и производительности».

#### Алкогольный синдром плода
Алкогольный синдром плода (ФАС) классифицируется как группа врожденных дефектов, от умственной отсталости до различных проблем роста и поведения. Организация «Марш десятицентовиков» предоставила грант для исследования ФАС, и поддержала Национальный совет по алкоголизму в его усилиях по принятию закона, чтобы привлечь внимание общественности к опасностям употребления алкоголя беременными женщинами. Это привело к принятию в 1989 году закона, предусматривающего наличие предупредительной надписи о риске врожденных дефектов, которые алкогольные напитки несут сегодня.

#### Фолиевая кислота
«Марш десятицентовиков» провел кампанию по просвещению населения о фолиевой кислоте, витамине, который может предотвратить дефекты нервной трубки, такие как расщелина позвоночника и анэнцефалия, если у матери её достаточно в организме. «Марш десятицентовиков» финансировал опросы по фолиевой кислоте, проводимые Институтом Гэллапа. Анализ некоторых результатов показал, что женщины в возрасте 18-24 лет меньше всего осведомлены о потреблении фолиевой кислоты или о том, когда её следует принимать. По этому вопросу организация объединилась с Grain Foods Foundation, отраслевой группой, в усилиях по просвещению населения.

#### Кампания по недоношенности
Информирование о преждевременных родах, которые связаны с различными негативными последствиями для здоровья, является организационной целью. Согласно редакционной статье в майском выпуске журнала Национальной медицинской ассоциации за 2004 год, первоначальные цели кампании заключались в повышении осведомленности о проблеме с 35 процентов до как минимум 60 процентов и снижении количества преждевременных родов как минимум на 15 процентов (с 11,9 до 10,1 процента). В 2008 году Попечительский совет продлил Кампанию по преждевременным родам до 2020 года, и были поставлены глобальные цели по профилактике преждевременных родов. В 2008 году организация «Марш десятицентовиков» запустила ежегодный табель учёта преждевременных родов, в котором оценивается нация и каждое отдельное государство по уровню преждевременных родов.

#### Скрининг новорожденных
«Марш десятицентовиков» заявляет на своем веб-сайте, что поддерживает обязательный скрининг новорожденных всех младенцев во всех штатах. В 2003 году организация начала выпускать ежегодные табели успеваемости от штата к штату о принятии каждым штатом расширенного скрининга новорожденных, рекомендованного Американским колледжем медицинской генетики. Президент «Марш десятицентовиков» Дженнифер Л. Хоуз, доктор философии заявил, что эта программа предназначена для информирования родителей о тестах, доступных в их штате, что позволяет тем, у кого есть пострадавшие дети, продолжить лечение в раннем возрасте.
Согласно презентации на ежегодном собрании Американской ассоциации общественного здравоохранения 2005 г., отдельные отделения «Марш десятицентовиков» в штатах работают с губернаторами, законодательными органами штатов, департаментами здравоохранения, медицинскими работниками и родителями, чтобы улучшить программы скрининга новорожденных на уровне штата и разработать комплексные программы. Программы скрининга новорожденных доступны каждому новорожденному по всей стране.
В 2005 году только 38 процентов младенцев родились в штатах, где требовалось обследование на 21 или более из 29 основных состояний, рекомендованных Американским колледжем медицинской генетики; но к 2009 году все 50 штатов и округ Колумбия потребовали обследования на 21 или более из этих поддающихся лечению заболеваний.

#### Поддержка семьи в отделении интенсивной терапии
В 2001 году компания «Марш десятицентовиков» представила программу поддержки семьи в отделении интенсивной терапии, чтобы предоставить семьям информацию и утешить их во время госпитализации новорожденных в отделении интенсивной терапии и внести свой вклад в профессиональное развитие персонала отделения интенсивной терапии. Сегодня он работает в 68 больницах США, ежегодно обслуживая более 50 000 семей. В 2018 году компания "Марш десятицентовиков"выпустила приложение My NICU Baby, которое предоставляет семьям информацию, находящуюся в отделении интенсивной терапии.

### Глобальный отчет о врожденных пороках
В 2006 году компания «Марш десятицентовиков» опубликовала свой Глобальный отчет о врожденных дефектах, в котором оценивается глобальное бремя врожденных дефектов.

#### Белая книга о недоношенности
В 2009 году организация «Марш десятицентовиков» в партнерстве с Департаментом репродуктивного здоровья и исследований Всемирной организации здравоохранения (RHR / ВОЗ) опубликовала официальный документ о глобальных и региональных потерях от преждевременных родов во всем мире. Этот отчет, который был первой попыткой определить глобальный масштаб преждевременных родов и связанных с ними младенческих смертей и показал, что по оценкам 13 миллионов младенцев во всем мире рождаются недоношенными каждый год, и более миллиона из них умирают в первый месяц жизни. Кроме того, на преждевременные роды приходится 9,6 процента от общего числа родов и 28 процентов смертей новорожденных. Самый высокий уровень преждевременных родов в Африке, за которой следует Северная Америка (Канада и США вместе взятые).

#### Марш для младенцев
Основанный в 1970 году, «Марш для младенцев», ранее называвшийся WalkAmerica является крупнейшим сборщиком средств, а также старейшим общенациональным благотворительным пешеходным мероприятием. За прошедшие с тех пор десятилетия многие другие организации использовали формат walkathon, чтобы собрать деньги. На средства, собранные в ходе мероприятия, поддерживаются спонсируемые «Маршем десятицентовиков» исследования и другие программы по предотвращению преждевременных родов, врожденных дефектов и детской смертности.
По данным организаций «Марш десятицентовиков», «Марш для младенцев» мероприятия проводится более чем в 900 общинах по всей стране. Ежегодно в этом участвует 1 миллион человек, в том числе 20 000 команд компаний, семейных команд и национальных спонсоров. С 1970 года было собрано более 1,8 миллиарда долларов. В «Марше десятицентовиков» говорится, что семьдесят шесть центов из каждого доллара, собранного в марте для детей, расходуются на исследования и программы, направленные на предотвращение преждевременных родов, врожденных дефектов и детской смертности.
Первым на Марше десятицентовиков прошел Джон Харрисон Фингер, текстильщик из Хай-Пойнт, Северная Каролина. В 1948 году его дочь пришла из школы и попросила пожертвование в фонд борьбы с полиомиелитом. Фингер ответил, что у него нет денег, но он их соберет. Считается что первым в истории «Марш десятицентовиков» Фингер прошел прогулочным шагом 32 мили — туда и обратно от Хай-Пойнт до Гринсборо — и собрал в общей сложности 1700 долларов. За свою жизнь он прошел более 1000 миль и собрал 15 832 доллара на благотворительность. Компания «Марш десятицентовиков» официально создала свою общенациональную сеть WalkAmerica в 1971 году, а Фигнер был назван «Mr. WalkAmerica» в 1983 году.

#### Звуки коклюша
Случаи коклюша, которые когда-то были редкостью в Соединенных Штатах, появляются по всей стране с большей частотой. Для решения этой проблемы «Марш десятицентовиков» и Санофи Пастер в 2010 году запустили национальную просветительскую кампанию под названием «Звуки коклюша», чтобы повысить осведомленность о серьёзности коклюша и необходимости вакцинации взрослых для предотвращения заражения младенцев. Водитель NASCAR Джефф Гордон является национальным представителем кампании. Кампания недавно спонсировала конкурс сочинения песен под названием «Отключи звук о коклюше», который выиграла Мария Беннетт с её оригинальной песней «Дай коклюшу коклюш».

#### Здоровые дети стоят того, чтобы подождать
Чтобы бороться с высоким уровнем недоношенности в штате, в 2007 году организация «Марш десятицентовиков», Педиатрический институт Johnson & Johnson и Департамент общественного здравоохранения Кентукки в партнерстве с шестью больницами штата Кентукки запустили кампанию по укреплению здоровья. «Здоровые дети стоят того, чтобы ждать», инициатива по профилактике преждевременных родов, направленная на сокращение числа преждевременных родов в целевых районах Кентукки. Кентукки был выбран в качестве пилотного проекта из-за повышенного уровня преждевременных родов, превышающего средний показатель по стране, который неуклонно увеличивался за последние несколько лет, его предрасположенности к регулируемым факторам риска, таким как курение и питание, а также приверженности и самоотверженности лидеров сообщества. В 2007—2009 гг. В рамках программ испытаний частота преждевременных родов снизилась на 6,5 %. Успех программы в штате Кентукки привел к развитию аналогичных инициатив в Нью-Джерси, Техасе, Нью-Йорке, Канзасе и Иллинойсе с открытием новых площадок во Флориде и Калифорнии.
Основная цель программы «Здоровые дети стоят того, чтобы ждать» — это снижение на 15 процентов количества преждевременных родов. Другие стратегические цели включают улучшение доступа к дородовым услугам и снижение частоты ранних плановых родов до 39 недель беременности.
Инициатива «Здоровые дети стоят того, чтобы ждать» была разработана на основе пяти основных концепций: партнерство и сотрудничество, инициативы поставщиков, поддержка пациентов, участие общественности и оценка прогресса. Программа поощряет медицинских работников информировать пациентов о факторах риска и методах профилактики преждевременных родов, информировать женщин детородного возраста о проблемах, связанных с преждевременными родами. Программные инициативы и услуги включают прививки прогестерона беременным женщинам, у которых в анамнезе были преждевременные роды, поощрение использования фолиевой кислоты и снятие стресса во время беременности, а также разработку стратегий по исключению кесарева сечения и индукций до 39 недель беременности, если это не требуется по медицинским показаниям. Программа была реализована в качестве передового опыта Ассоциацией программ охраны здоровья матери и ребёнка (AMCHP) в 2015 году.

#### Перинатальный центр данных
Перинатальный центр данных «Марша десятицентовиков» включает в себя веб-сайт PeriStats, который обеспечивает бесплатный доступ к данным о здоровье матери и ребёнка в США, штатах, округах и городах.

### Законодательная поддержка
Закон о повторном разрешении PREEMIE (S. 252; 113-й Конгресс) — закон, который повторно санкционирует исследования Центров по контролю и профилактике заболеваний, связанных с преждевременными родами, и принимает другие меры для повышения уровня младенческой смертности.
Скрининг новорожденных спасает жизни Закон о повторном разрешении от 2013 года (HR 1281; 113-й Конгресс) — законопроект, который внесет поправки в Закон об общественном здравоохранении, чтобы повторно разрешить программы грантов и другие инициативы по продвижению расширенного скрининга новорожденных и детей на наследственные заболевания. Марш десятицентов описал закон как повторное санкционирование «важнейших федеральных мероприятий, которые помогают штатам в улучшении и расширении их программ скрининга новорожденных, поддержке родителей и образовательных учреждений по скринингу новорожденных, а также обеспечению качества лабораторных исследований и надзора».
Повторное разрешение Государственной программы медицинского страхования детей — законопроект, поддерживающий продолжение Государственной программы медицинского страхования детей (SCHIP), программы, которая обеспечивает медицинское страхование 11 миллионам детей с низким доходом и беременным женщинам. В 2007 и 2009 годах компания March of Dimes сотрудничала с Американской академией педиатрии (AAP) и Национальной ассоциацией детских больниц (NACH) по этому вопросу.

### Известный персонал
Вирджиния Апгар, доктор медицины, создатель шкалы Апгар, присоединилась к Маршу десятицентовиков в 1959 году и в конечном итоге стала вице-президентом по медицинским вопросам.

### Критика и споры
Организации по защите прав животных выразили обеспокоенность по поводу медицинских исследований с участием животных, финансируемых «Маршем десятицентовиков». Фонд заявляет, что поддерживает использование альтернативных исследований, не связанных с животными, везде, где это возможно.
В своей книге « Основы социологии: практический подход» социолог, профессор Джеймс М. Хенслин описывает «Марш десятицентовиков» как бюрократию, которая начала жить собственной жизнью благодаря классическому примеру процесса, называемого смещением целей. Столкнувшись с избыточностью после того, как Джонас Солк нашел вакцину от полиомиелита, она приняла новую миссию «борьба с врожденными дефектами», которая была изменена на более расплывчатую цель «прорыв для младенцев», а не на роспуск.
«Благотворительный навигатор», организация, которая пытается количественно оценить эффективность благотворительных организаций, присвоила организации две звезды (из четырёх). Это объединённая оценка, которая присваивает некоммерческой организации в области финансов, также рейтинг подотчетности и прозрачности. По состоянию на 2015 финансовый год «Благотворительный навигатор» дает 60,18 из 100 баллов по финансам и 97,00 из 100 баллов по подотчетности и прозрачности. Это дает «Маршу десятицентовиков» общий балл 71,76, что и дает им статус двух звезд.
Ещё одна критика заключалась в том, что президент Дженнифер Хаус получает высокую компенсацию. В 2011 году налоговая декларация «Марш десятицентовиков» сообщила, что компенсация составила 545 982 доллара, а в отчетах организации за 2014 год указанная сума была 503 692 доллара, что примерно на 25 % выше, чем средняя зарплата генерального директора аналогичных благотворительных организаций.
«Марш десятицентовиков» также подвергся критике в связи с их прямыми пожертвованиями в фонд Planned Parenthood, что, по некоторым утверждениям, противоречит заявленной фондом миссии, согласно которой они борются «за здоровье всех мам и младенцев».